# صحيفة الإنسانية
الإنسانية هي صحيفة أسبوعية باللغة العربية تم توزيعها فيلبنان وسوريا . صدرت  كمقاومة  لحزب الشعب اللبناني (منظمة الجبهة الشعبية  للحزب الحزب الشيوعي السوري اللبناني .   تم إطلاق الصحيفة من قبل السكرتير العام لحزب الشعب يوسف إبراهيم يزبك في 15 مايو من عام 1925.تم تسميتها باللغة الإنجليزية بعد صدور الصحيفة  الفرنسية  الشيوعية( l'Humanité.) الإنسانية،  كانت أول صحيفة شيوعية رسمية باللغة العربية،  ومع ذلك ، لم تكن صحيفة شيوعية علنية  أعلن العدد الأول من الصحيفة أنها ستتحدث نيابة عن مصالح الفقراء وضحايا الظلم. عرضت القضية الثانية الخط السياسي لحزب الشعب ، داعية للتنمية الصناعية والزراعية ، وتشكيل النقابات العمالية ، والتعليم الإلزامي والعلمانية.  
```
أعربت القضايا الثالثة والرابعة والخامسة في صحيفة الإنسانية  عن مواقف أكثر حدة ، مهاجمة 
الانتداب الفرنسي
  والدعوة لحماية حقوق العمال،  نشر حزب الشعب السوري اللبناني بيانه في العدد الرابع من صحيفة «إنسانيّة» الصادر في 7 حزيران / يونيو 1925 ، حيث دعا العمال إلى المشاركة في الانتخابات المقبلة للدفاع عن مصالحهم الطبقية والكفاح من أجل الاستقلال ضد الحكم الاستعماري الفرنسي . 
```

```
تم إغلاق الصحيفة من قبل السلطات الفرنسية في 16 يونيو ، بعد أن تم نشر خمس قضايا فقط. صدرت أوامر القبض على محرري الصحف والأعضاء الآخرين في قيادة  
الحزب الشيوعي
 . فر يزبك إلى  
فرنسا
 .
```